# قطعنامه ۷۵۰ شورای امنیت
قطعنامه ۷۵۰ شورای امنیت سازمان ملل متحد که در تاریخ ۱۰ آوریل ۱۹۹۲ تصویب شد، سندی بین‌المللی دربارهٔ قبرس است. این قطعنامه طی نشست ۳۰۶۷ام با ۱۵ رای موافق، ۰ مخالف و ۰ ممتنع تصویب شد.